# Рено (река)
Вижте пояснителната страница за други значения на Рено.
Рено (на италиански: Reno) е река в Северна Италия (региони Тоскана и Емилия-Романя), вливаща се в Адриатическо море. Дължина – 212 km, площ на водосборния басейн – 5040 km².

## Географска характеристика

### Извор, течение, устие
Река Рено води началото си от централните, най-високи части на Тоскано-Емилианските Алпи, на 1066 m н.в., в северната част на регион Тоскана, северно от село Прунето, провинция Пистоа. В горното си течение тече в посока север-североизток в дълбока и тясна планинска долина с бързо течение. Южно от град Болоня излиза от планините и до устието си протича през югоизточната част на Паданската равнина, като прави голяма изпъкнала на северозапад дъга и в долното си течение тече в източна посока. Голяма част от коритото ѝ в долното течение е урегулирано и канализирано и пригодено за корабоплаване на плиткогазещи съдове. Влива се в северозападната част на Адриатическо море, на около 25 km южно от делтата на река По, на 15 северно от град Равена. До 1797 г. река Рено е била десен приток на По, но поради големи наводнания устието ѝ се е преместило на повече от 30 km от голямата река.

### Водосборен басейн, притоци
Водосборният басейн на Рено е ексцентричен, с по-добре развити десни притоци и обхваща площ от 5040 km². На югоизток водосборния басейн на Рено граничи с водосборния басейн на река Ламоне (от басейна наАдриатическо море), на юг и югозапад – с водосборните басейни на реките Арно и Серкьо (от басейна на Лигурийско море), а на северозапад и север – с водосборните басейни на реките Панаро и други по-малки, десни притоци на По.
Основните притоци на река Рено са предимно десни: Самоджия (60 km, 400 km²), Идиче (78 km, 800 km²), Силаро (66 km, 300 km²), Сантерно (103 km, 700 km²), Сенио (92 km, 450 km²).

### Хидроложки показатели
Рено има предимно дъждовно подхранване с ясно изразено пролетно и вторично, по-слабо есенно пълноводие. Среден годишен отток в долното течение – над 200 m³/sec.

## Стопанско значение, селища
В горното течение водите на реката се използват за промишлено и битово водоснабдяване, а в долното – за напояване. По цялото си течение долината на Рено е гъсто заселена, като най-голямото селище е град Болоня.